# Phạm Thị Hồng Lệ
Phạm Thị Hồng Lệ (sinh năm 1998) là một vận động viên điền kinh chuyên nghiệp người Việt Nam. Cô đang là tuyển thủ của đội tuyển điền kinh quốc gia Việt Nam, từng giành huy chương vàng Sea Games.
Sở trường của Phạm Thị Hồng Lệ là các cự ly trung bình (5km, 10km) và dài (marathon).

## Thành tích nổi bật

### Sea Games
Ở Đại hội Thể thao Đông Nam Á 2019, Phạm Thị Hồng Lệ thi đấu cự ly marathon, cô đã bị ngất xỉu sau khi nỗ lực cán đích ở vị trí thứ ba.
Ở Đại hội Thể thao Đông Nam Á 2021, Phạm Thị Hồng Lệ quyết định không thi đấu cự ly marathon để tập trung cho cự ly 10.000m. Chiến thuật này đã phát huy hiệu quả giúp cho cô giành được tấm huy chương vàng tại SEA Games đầu tiên trong sự nghiệp.

### Giải đấu khác
Ở các giải đấu cấp quốc gia, Phạm Thị Hồng Lệ thi đấu cho đoàn thể thao Bình Định.
Cô từng nhiều lần tham gia và đạt thành tích cao ở các giải marathon quy mô lớn ở Việt Nam như VnExpress Marathon hay Tiền Phong Marathon.